# مارینا پیناکل

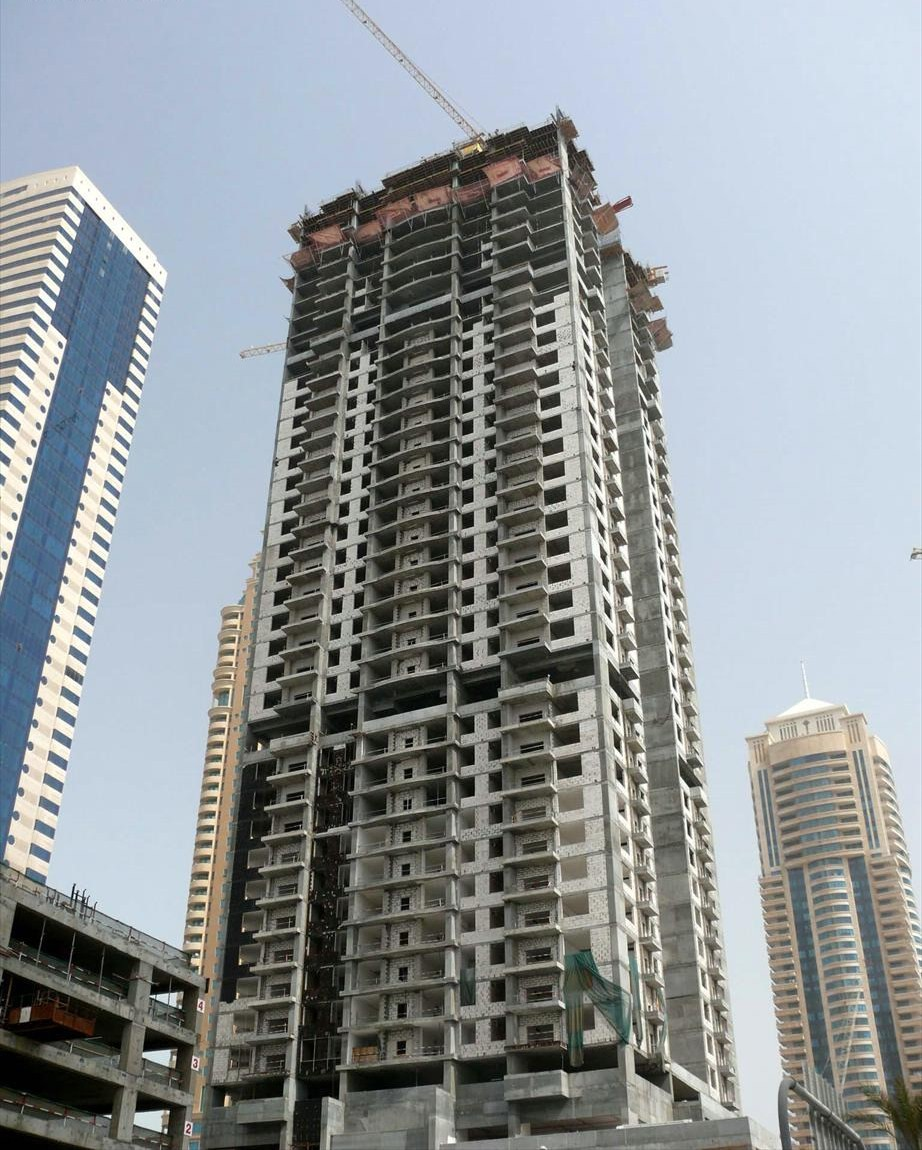
مارینا پیناکل

مارینا پیناکل (انگلیسی: Marina Pinnacle) ساختمان مسکونی ۷۷ طبقه مستقر در شهر دبی، امارات متحده عربی است، که در سال ۲۰۱۱ احداث گردید.